# 古蟻獸屬
古蟻獸屬是已滅絕的食蟻獸，與現存的侏食蟻獸為近親；雖然侏食蟻獸為樹棲性的物種，但古蟻獸卻是以在地面生活為主。古蟻獸的頭骨化石出土自阿根廷的Andalhualá組。